# Cotesia thapinthotha
Cotesia thapinthotha är en stekelart som beskrevs av Papp 1990. Cotesia thapinthotha ingår i släktet Cotesia och familjen bracksteklar. Inga underarter finns listade i Catalogue of Life.